# Сетора Такабоєва
Сетора Адшам Кизи Такабоєва (узб. Setora Adxam qizi Takaboyeva; нар. 8 серпня 2001, Ґулістан, Узбекистан) — узбецька футболістка, півзахисниця турецького «Трабзонспора» та національної збірної Узбекистану.

## Клубна кар'єра
На батьківщині виступала за «Согдіану».
На початку грудня 2021 року перейшла до перезаснованого «Транбзонспора» з турецької Суперліги.

## Кар'єра в збірній
Виступала за жіночу молодіжну збірну Узбекистану (WU-19).
У футболці національної збірної Узбекистану дебютувала у вересні 2019 року в нічийному (1:1) поєдинку Кубку Надії проти Індії.